# Splijting (kristal)

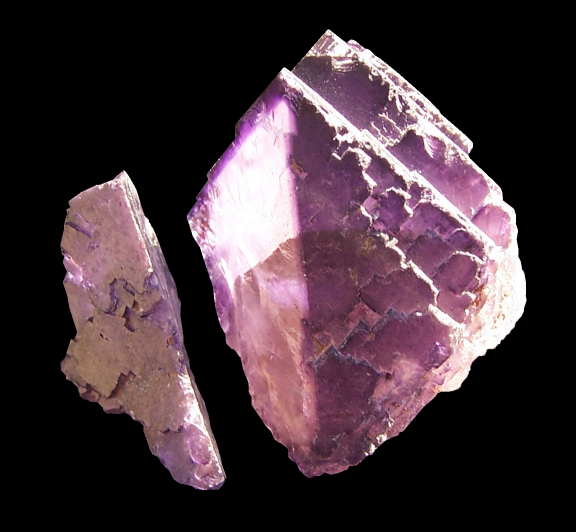
Het mineraal fluoriet heeft drie duidelijke splijtingsrichtingen

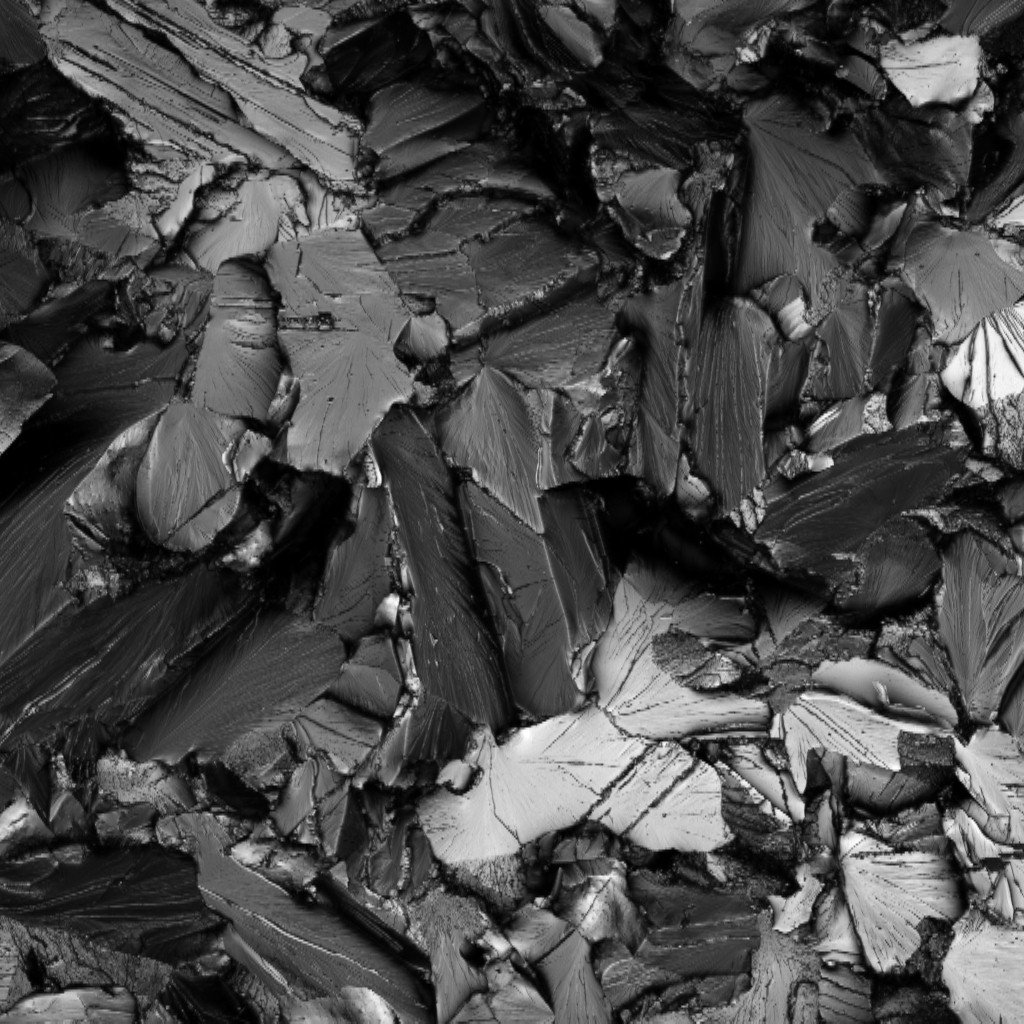
Typisch breukvlak na een abrupte splijtbreuk in een bros materiaal. Hier van een laag-koolstofstaal. De egale vlakken (facetten) op het breukvlak zijn duidelijk zichtbaar.

Relatie tussen roosterrichting en splijtvlak

Splijting of splijtbreuk is een type breuk, wat een eigenschap is van brosse kristallijne materie om bij voorkeur te splijten of breken langs bepaalde vlakken. Als het kristal inderdaad splijt ontstaat een splijtbreuk. Deze manier van brosse breuk kan optreden in een bros kristallijn materiaal, zoals gesteenten, metalen, mineralen en keramieken. De oriëntatie van de splijtingsvlakken is afhankelijk van de roosterrichting van het kristallijne materiaal.

## Breukmechanisme
Brosse breuk wordt in kristallijn materiaal een splijtbreuk of splijting genoemd. Men herkent bij een brosse breuk nauwelijks enig spoor van plastische vervorming: de breukvlakjes (facetten) zijn vlak, glinsterend en bevatten kleine trapjes, die overeenkomen met sprongen in het breukoppervlak. Kenmerkend aan een brosse breuk is dat de breukvlakken nog precies op elkaar passen. In een kristallijn materiaal is de oriëntatie van de splijtingsvlakken afhankelijk van de roosterrichting, oftewel de richting waarin de atomen het dichtst op elkaar zijn gestapeld.
Splijting van materialen is van belang voor het vervaardigen van diamanten en van wafers voor geïntegreerde schakelingen.

## Mineralogische schaal
Manieren om de splijting van een mineraal aan te geven:
- Onbekend - het mineraal is te klein om splijting te kunnen vaststellen
- Geen - er zijn geen bepaalde voorkeurssplijtvlakken in het mineraal aanwezig
- Delend - slechts in een aantal mineralen ontstaat er direct een breuk langs het splijtvlak
- Slecht - een slecht gevormd splijtvlak
- Redelijk - een herkenbaar splijtvlak
- Onduidelijk - een slecht gevormd splijtvlak
- Duidelijk - een herkenbaar splijtvlak
- Goed - een goed en duidelijk splijtvlak
- Zeer goed - een zeer goed en zeer duidelijk splijtvlak
- Imperfect - equivalent aan redelijk of goed
- Perfect - een zeer goed glanzend splijtvlak